# فرودگاه هوما–تربن
فرودگاه هوما-تربن (به انگلیسی: Houma-Terrebonne Airport) یک فرودگاه همگانی بهره‌برداری هوایی با کد یاتا HUM است که یک باند فرود بتن دارد و طول باند آن ۱۹۸۴ متر است. این فرودگاه در کشور ایالات متحده آمریکا قرار دارد و در ارتفاع ۳ متری از سطح دریا واقع شده‌است.